# Etxabarri-Kuartango
Pour les articles homonymes, voir Etxabarri.
Etxabarri-Kuartango en basque ou Echávarri de Cuartango en espagnol, est une commune ou contrée de la municipalité de Kuartango dans la province d'Alava dans la Communauté autonome basque.
Elle inclut le quartier dépeuplé de Tortura.